# Her Majesty the Decemberists
| Críticas profissionais | Críticas profissionais |
| Pontuações agregadas   | Pontuações agregadas   |
| Fonte                  | Avaliação              |
| ---------------------- | ---------------------- |
| Metacritic             | 83/100                 |
| Avaliações da crítica  |                        |
| Fonte                  | Avaliação              |
| AllMusic               | [ 2 ]                  |
| Pitchfork Media        | (8.2/10)               |

Her Majesty the Decemberists é o segundo álbum de estúdio da banda estadunidense The Decemberists, lançado em 9 de setembro de 2003, pelo selo Kill Rock Stars. O álbum foi gravado entre os meses de fevereiro e março de 2003, nos estúdios Jackpot! e Type Foundry, ambas localizadas em Portland, Oregon.
A capa do álbum foi criada pela artista Carson Ellis, a namorada de longa data (atual esposa) do vocalista Colin Meloy.
Até novembro de 2005, 40.000 cópias haviam sido vendidas somente nos Estados Unidos.

## Lista de faixas
Todas as faixas escritas e compostas por Colin Meloy. 
| N.º            | Título                               | Duração |  |
| 1.             | "Shanty for the Arethusa"            | 5:38    |  |
| 2.             | "Billy Liar"                         | 4:08    |  |
| 3.             | "Los Angeles, I'm Yours"             | 4:18    |  |
| 4.             | "The Gymnast, High Above the Ground" | 7:13    |  |
| 5.             | "The Bachelor and the Bride"         | 4:13    |  |
| 6.             | "Song for Myla Goldberg"             | 3:34    |  |
| 7.             | "The Soldiering Life"                | 3:48    |  |
| 8.             | "Red Right Ankle"                    | 3:29    |  |
| 9.             | "The Chimbley Sweep"                 | 2:54    |  |
| 10.            | "I Was Meant for the Stage"          | 7:02    |  |
| 11.            | "As I Rise"                          | 2:14    |  |
| Duração total: | Duração total:                       | 48:26   |  |

## Créditos
De acordo com as notas de encarte de Her Majesty the Decemberists.

### The Decemberists
- Colin Meloy – vocais, violão, guitarra elétrica, percussão
- Chris Funk – guitarra elétrica, sintetizador Oberheim, pedal steel, lap steel, dobro, percussão
- Jenny Conlee – órgão Hammond, piano, piano rhodes, acordeão, piano Wurlitzer, backing vocal, percussão
- Jesse Emerson – baixo elétrico, contra-baixo, percussão
- Rachel Blumberg – bateria, percussão, vibrafone, glockenspiel, backing vocal, órgão solo em "Red Right Ankle"

### Músicos adicionais
- Cory Gray– trompete, trombone, palmas
- Dave Lipkind – gaita cromática
- Carson Ellis – "grito de gelar o sangue" (sic)
- Kenneth Erlick – palmas

Quarteto de cordas
- Bridget Callahan – viola de arco
- Mike Lah – violoncelo
- Lucia Atkinson – violino
- Emily Cox – violino

### Produção
- Produzido por The Decemberists com Larry Crane e Adam Selzer
- Gravado por Larry Crane (faixas 2 a 6, 8, 10) e Adam Selzer (faixas 1, 7, 9, 11)
- Masterizado por John Golden
- Arranjos de cordas por Mike Johnson
- Ilustrações e design por Carson Ellis, auxiliada por Colin Meloy
- Layout e produção por Brady Clark